# Мори (Варшавський-Західний повіт)
Мори (пол. Mory) — село в Польщі, у гміні Ожарув-Мазовецький Варшавського-Західного повіту Мазовецького воєводства.
Населення — 128 осіб (2011).
У 1975-1998 роках село належало до Варшавського воєводства.

## Демографія
Демографічна структура станом на 31 березня 2011 року:
|          | Загалом | Допрацездатний вік | Працездатний вік | Постпрацездатний вік |
| -------- | ------- | ------------------ | ---------------- | -------------------- |
| Чоловіки | 65      | 13                 | 41               | 11                   |
| Жінки    | 63      | 3                  | 42               | 18                   |
| Разом    | 128     | 16                 | 83               | 29                   |